# I Will Not Break EP
I Will Not Break EP è il primo EP del cantautore canadese James LaBrie, pubblicato il 6 gennaio 2014 in Europa e il 14 gennaio negli Stati Uniti dalla Inside Out Music.

## Descrizione
L'EP condivide il proprio titolo con l'omonima traccia contenuta nel quinto album di LaBrie, Impermanent Resonance. In esso, sono presenti anche i brani Unraveling e Why (pubblicate in precedenza come bonus track nella versione europea di Impermanent Resonance), le demo di Jekyll or Hyde e di Just Watch Me (brani pubblicati nel quarto album Static Impulse), una versione alternativa di Coming Home (tratto anch'esso da Static Impulse) e tre brani remixati in chiave dubstep/elettronica.

## Tracce
1. I Will Not Break – 3:52
2. Unraveling – 3:31
3. Why – 3:45
4. Coming Home (Alternate Mix) – 4:23
5. Jekyll or Hyde (Demo) – 3:48
6. Just Watch Me (Demo) – 4:18
7. I Tried (Jason Miller Re-mix) – 5:13
8. Over the Edge (Mutrix Re-mix) – 4:33
9. Euphoric (NeonGenesis Re-mix) – 4:41

## Formazione
- James LaBrie – voce
- Marco Sfogli – chitarra; basso e programmazione (traccia 5)
- Ray Riendeau – basso
- Matt Guillory – tastiera, cori; voce, scream e programmazione (traccia 5)
- Peter Wildoer – batteria, voce death

## Date di pubblicazione
| Paese             | Data di pubblicazione |
| ----------------- | --------------------- |
| Australia         | 3 gennaio 2014        |
| Austria           | 3 gennaio 2014        |
| Finlandia         | 3 gennaio 2014        |
| Germania          | 3 gennaio 2014        |
| Norvegia          | 3 gennaio 2014        |
| Nuova Zelanda     | 3 gennaio 2014        |
| Svizzera          | 3 gennaio 2014        |
| Resto dell'Europa | 6 gennaio 2014        |
| Italia            | 7 gennaio 2014        |
| Spagna            | 7 gennaio 2014        |
| Svezia            | 8 gennaio 2014        |
| Ungheria          | 8 gennaio 2014        |